# G.M.S. (альбом Dougie D)
G.M.S. — другий студійний альбом американського репера Dougie D, що вийшов 21 жовтня 2004 р. на лейблі SoSouth. 1 січня 2005 на Black-N-Brown Entertainment і SoSouth вийшла Chopped & Screwed-версія, яку зробив Пол Волл. На останньому релізі відсутнє інтро.

## Список пісень
1. «Intro» — 2:12
2. «Talk About Dougie» — 4:03
3. «So Fly» — 3:49
4. «Get to Walk -N-» — 3:57
5. «My Way» (з участю Russell Lee) — 4:33
6. «P.I.M.P.» (з участю Tony Montana) — 3:56
7. «Throw Ya Hands Up» — 4:22
8. «Late Night» (з участю Russell Lee) — 4:30
9. «What It Is» — 3:57
10. «Roll wit Me» — 3:59
11. «Blaze Up» — 3:53
12. «Service» (з участю Russell Lee) — 4:39
13. «Still Can't Be Faded» — 3:50
14. «Seeds of Reality» (з участю K-Rino) — 3:37
15. «Niggaz & Bitches» — 4:44
16. «Brand New» — 4:25
17. «My Niggaz» — 3:46